# Ernst Helmstädter
Ernst Helmstädter (* 22. April 1924 in Mannheim; † 19. Januar 2018 in Münster) war ein deutscher Wirtschaftswissenschaftler.

## Beruf
An der Universität Heidelberg studierte Helmstädter Nationalökonomie und Soziologie. Nach der Promotion im Jahr 1956 war er im „Bundesamt für Gewerbliche Wirtschaft“, heute Bundesamt für Wirtschaft und Ausfuhrkontrolle, in Frankfurt und danach im Bonner Bundesministerium der Finanzen tätig. 1961 ging er als wissenschaftlicher Assistent zu Wilhelm Krelle an die Universität Bonn. Dort habilitierte er 1965 mit einer Arbeit zum Kapitalkoeffizienten und wurde zum Professor berufen. Nach einem Forschungsaufenthalt an der Harvard University in den USA folgte er 1969 einem Ruf an die Universität Münster auf einen Lehrstuhl für Volkswirtschaftslehre. Zugleich wurde er dort zum Direktor des Instituts für Industriewirtschaftliche Forschung und zum Leiter der Forschungsstelle für allgemeine und textile Marktwirtschaft ernannt. Seine Emeritierung erfolgte im Jahr 1989. Anschließend engagierte er sich beim Neuaufbau der Wirtschaftswissenschaftlichen Fakultät der Humboldt-Universität Berlin und er übernahm Gastprofessuren im In- und Ausland.

## Wissenschaftliche Leistungen
Neben anderen Werken ist Helmstädter Verfasser des zweibändigen Lehrbuchs „Wirtschaftstheorie“. Seine Forschungsschwerpunkte liegen in den Bereichen Wachstums- und Strukturforschung, Verteilungstheorie und empirische Wirtschaftsforschung. Daneben beschäftigte er sich mit Fragen des dynamischen Wettbewerbs.
Von 1983 bis 1986 war er Vorsitzender des „Vereins für Socialpolitik“. Die Vereinigung europäischer wirtschaftswissenschaftlicher Gesellschaften leitete er anschließend für zwei Jahre. Bundesweit bekannt wurde er durch seine Mitgliedschaft im „Sachverständigenrat zur Begutachtung der gesamtwirtschaftlichen Entwicklung“ von 1983 bis 1988, die im Eklat endete.

## Ehrungen
1999 wurde er zum Ehrensenator der Universität Münster ernannt. Neben seinen Verdiensten in Forschung und Lehre sowie Politikberatung wurde mit dieser Auszeichnung auch sein künstlerisches Wirken gewürdigt. Von ihm stammen zahlreiche Bilder und Zeichnungen, mit denen er gelegentlich auch seine wissenschaftlichen Veröffentlichungen schmückte, und er hat nach seiner Emeritierung fast zehn Jahre den Senatsausschuss für Kunst und Kultur der Universität Münster geleitet.

## Werke (Auswahl)
- Der Kapitalkoeffizient, Eine kapitaltheoretische Untersuchung, Stuttgart 1969
- Wirtschaftstheorie I, Mikroökonomische Theorie, 4. Aufl. München 1991
- Wirtschaftstheorie II, Makroökonomische Theorie, 3. Aufl. München 1991
- Perspektiven der Sozialen Marktwirtschaft, Ordnung und Dynamik des Wettbewerbs, Münster 1996
- The Economics of Knowledge Sharing (Hrsg.), Cheltenham, MA, USA 2003